# Генріх Шрадер
Генріх Адольф Шрадер (нім. Heinrich Adolf Schrader, 1767—1836) — німецький ботанік і міколог. Він вивчав медицину в ранньому віці. Шрадер займався систематикою рослин, грибів і лишайників, описав флору Німеччини та підготував описи окремих видів.

## Біографія
У 1795 році здобув ступінь доктора медицини в Геттінгенському університеті, де в 1803 році став доцентом медичного факультету і директором ботанічного саду. У 1809 році він отримав звання «повного професора» в Геттінгені, де викладав заняття до виходу на пенсію. Шредер був обраний членом-кореспондентом Шведської королівської академії наук у 1815 році. У 1799—1803 рр. був видавцем наукового журналу «Journal für die Botanik», а в 1806—1810 рр. «Neues Journal für die Botanik», за зразком якого в 1818 р. був створений журнал «Flora».

## Публікації
Серед його найбільш відомих публікацій:
- Nova genera plantarum (1797)
- Flora germanica (1806)

## Вшанування
На його честь названо рід пасльонових рослин Schraderanthus з Мексики й Гватемали, тропічний рід маренових Schradera, а також роди мохів Schraderella та Schraderobryum.